# Wilhelm Staedel
Wilhelm Staedel (* 12. Januar 1890 in Hamruden, Siebenbürgen, Österreich-Ungarn; † 11. Oktober 1971 in Marburg, Deutschland) war ein rumänischer Geistlicher aus der deutschsprachigen Minderheit der Siebenbürger Sachsen. Von 1941 bis 1944 war er Bischof der Evangelischen Kirche A.B. in Rumänien.

## Leben
Staedel war als Schüler Mitglied bei der Schülerverbindung Coetus Honteri zu Kronstadt. Später studierte er Evangelische Theologie und Philosophie in Jena, Budapest und Berlin. Er zählte sich zu den „Gruppisten“, d. h. zu einer Gruppe von Studenten aus dem siebenbürgischen Ungarn, die studierten, um allein Pfarrer und nicht Lehrer zu werden. Stadel wurde schließlich Vikar in Marktschelken.
Im Ersten Weltkrieg wurde Staedel Feldgeistlicher. Im Jahre 1919 wurde ihm die Pfarrei von Arkeden übertragen, kurz darauf heiratete er Herta Scheiner (1901–1989), eine Schwester Herwart Scheiners. Das Paar adoptierte später zwei Halbwaisen, ein Mädchen und einen Jungen. 1924 ging Staedel als Pfarrer nach Honigberg und 1930 als Prediger nach Kronstadt. Sein Freund Waldemar Gust, einer der späteren Vertreter der radikal-nationalsozialistischen Deutschen Volkspartei in Rumänien (DVR), hatte ihm die Stelle bei der St.-Martin-Gemeinde verschafft.
Gemeinsam mit dem Veterinärarzt Alfred Bonfert, einem Aktivisten der Wandervogelbewegung, übernahm Staedel die Führung im Deutsch-sächsischen Jugendbund. Er wandelte den Bund konsequent zu einer NS-Jugendorganisation um. Zukünftige Multiplikatoren aus Schüler- und Studentenkreisen wurden dort in freiwilligen, mehrwöchigen Arbeitslagern zu gemeinnütziger Arbeit angehalten, aber auch politisch-ideologisch geprägt. Nach der politischen Spaltung dieser völkisch-nationalistischen Gruppierung überführten Bonfert, der im Juli 1935 Parteivorsitzender der DVR geworden war, und sein Freund Staedel viele Jugendliche in die DVR.
Ganz nach volksmissionarischen Gesichtspunkten übertrug Bischof D. Viktor Glondys – unter Vorbehalten – dem bei der Jugend beliebten Staedel 1935 die Leitung der landeskirchlichen Jugendarbeit. Wegen fehlenden Vertrauens zu ihm entfernte ihn Glondys aber wenig später von dieser Position. Etwa 1936 spitzte sich zwischen der Kirchenleitung und den Kirchen-Nazis ein Konflikt zu, weil die Kirchenführung ihren Angestellten untersagt hatte, an parteipolitisch geführten Kampagnen teilzunehmen. Wie Staedel bekannten sich nahezu 70 Anhänger weiterhin hartnäckig zur DVR und wurden mit Disziplinarprozessen überzogen. Staedel wurde 1937 verurteilt und von seinem Amt entfernt, da er sich geweigert hatte, das Rundschreiben Z. 924/1936 zu unterschreiben.
Als 1940 die halbautonome Deutsche Volksgruppe in Rumänien gebildet wurde, wurde Staedel aus Wolkendorf, wo er die Zeit davor mit Studien verbracht hatte, nach Hermannstadt berufen. Er stieg zum Leiter des Kulturamtes der Deutschen Volksgruppe auf, wozu er von dem SS-Angehörigen und Volksgruppenführer Andreas Schmidt, der gleichsam auslandsdeutscher Gauleiter war, ernannt wurde. Binnen kurzem erfolgte die vom Reich aus gesteuerte Demissionierung des angeschlagenen Bischofs Glondys, woraufhin Staedel zum Kandidaten für das Bischofsamt aufstieg. Staedel wurde am 16. Februar 1941 von der Landeskirchenversammlung auch zum Bischof gewählt; sein Gegenkandidat, Bischofsvikar D. Friedrich Müller, unterlag. Gleichzeitig wurde Staedel rehabilitiert. Im selben Jahr ließ er sämtliche kirchlichen Institute, Jugendverbände und Frauenvereine auflösen und gleichschalten. Zudem initiierte er die Gründung eines Arbeitskreises an dem im März 1942 geschaffenen Institut zur Erforschung und Beseitigung des jüdischen Einflusses auf das deutsche kirchliche Leben in Siebenbürgen. Nach dem Vorbild Walter Grundmanns und der Deutschen Christen wurde der Lehrplan für den Religionsunterricht neu gestaltet, im Sinne einer „Entjudung von Kirche und Theologie“ (Grundmann). Im August 1942 übernahm daraufhin die Deutsche Volksgruppe das konfessionelle Schulwesen.
In einem in der Presse veröffentlichten Aufruf des Bischofs vom 23. Juli 1944, der mit dem von Hermann Claudius verfassten Gebet in Gedichtform „Herrgott steh dem Führer bei, / daß sein Werk das deine sei“ endete, bezeichnete Staedel den Umstand, dass der „gottgegebene Führer“ Adolf Hitler das Attentat vom 20. Juli 1944 überlebt hatte, als „Wunder vor unseren Augen“, in dem „Gottes heimliche Güte“ und „seine erneute Zustimmung zu dem gewaltigen Werke“ des Führers offenbar werde.
Dem von Bischofsvikar D. Friedrich Müller geführten oppositionellen „Verteidigungsring“ gelang es, Staedels Amtsführung zu konterkarieren. Einige Wochen nach dem Frontwechsel Rumäniens am 23. August 1944 wurde Staedel von der Pfarrerschaft zum Rücktritt aufgefordert. Er dankte ab, auch um dadurch einer Verhaftung zu entgehen. Am 18. Oktober 1944 wurden von dem Landeskonsistorium zahlreiche Anordnungen aus seiner Amtszeit außer Kraft gesetzt.
Noch im Oktober 1944 wurde Staedel im Lager Târgu Jiu interniert, von wo er im Frühjahr 1946 entlassen wurde. Im Sommer 1946 konnte er in den Westen fliehen und wurde von der Evangelischen Kirche von Westfalen in Minden als Krankenhausseelsorger eingestellt. 1959 ging er in den Ruhestand, den er mit seiner Familie in Marburg verbrachte.

## Kritik und Auseinandersetzung
Staedels Amtszeit als Bischof ist geprägt von fast uneingeschränkter Unterordnung unter die Ansprüche der Volksgruppenführung. Zunächst wurde die Übergabe des kirchlichen Schulwesens veranlasst – bei spürbarem Widerstand seitens der bekenntnisgebundenen Opposition. Staedels Vorstellungen waren von ungeordneten Spekulation über das Gottesreich und von der Gotteskindschaft der Menschenseele geprägt. Politische Phrasen und völkischer Überschwang durchdrangen einen arisch dominierten Synkretismus. Die von ihm hinterlassenen Versuche einer Selbstreflexion beinhalten fast nur Apologetik. Kritische Erwiderungen sind weitgehend ausgeblieben.

## Werke
- Griechenland; in: Akademische Blätter 13 (1909); Hermannstadt
- Die sächsische Fortbildungsschule: Ansprache gehalten in der Hauptversammlung des allgemeinen siebenbürgisch-deutschen Jugendbundes zu Reps am 25. Mai 1924; Flugschriften des Allgemeinen siebenbürgisch-deutschen Jugendbundes 1
- Stephan Ludwig Roth. Rede; Flugschriften des Allgemeinen siebenbürgisch-deutschen Jugendbundes 6; Schäßburg 1928
- Auf dem Weg zur völkisch-deutschen Schule der Siebenbürger Sachsen; o.O.o.J
- Für Wahrheit und Recht in unserer Kirche; Hermannstadt 1936
- Meine Verteidigung. Ein Ruf zur Besinnung in unserer Kirche; Kronstadt 1937
- In Gottvaters Haus: Predigt über Johannes 14,1–2a; Kirchliche Blätter 1942
- Kirche im Volk. Bericht über die 39. Landeskirchenversammlung der evangelischen Landeskirche A.B. in Rumänien vom 31. Mai bis 3. Juni 1942 mit Installationspredigt und Eröffnungsrede des Bischofs Wilhelm Staedel; Hermannstadt 1942
- Kritische Bemerkungen zu Robert Schulz: Deutsche in Rumänien – Das Nationalitätenproblem in der Rumänischen Volksrepublik; Leipzig, um 19552
- Landsmannschaft der Siebenbürger Sachsen (Hrsg.): Die Volkskirche der Siebenbürger Sachsen; Typoskript 1957
- Anmerkungen, Fragen und Berichtigungen zur „Dokumentation der Vertreibung der Deutschen aus Ost-Mittel-Europa (Bd 3): Das Schicksal der Deutschen in Rumänien.“; Typoskript 1957
- Dr. Josef Capesius: ein siebenbürgisch-sächsischer Schulmann um die Jahrhundertwende (21. Juli 1853–25. Oktober 1918); in: Südostdeutsche Vierteljahresblätter (Sodt Vjbl) 11 (1961), S. 217–221
- Andreas Scheiner d.J. (1890–1960); in: SodtVjbl 11 (1961), S. 231–233
- Andreas Scheiner d.J. zum Gedächtnis (1890–1960); n: Siebenbürgisch-sächsischer Hauskalender 1962, S. 66–68
- Geheimrat Professor Dr. Franz Schmidt; in: SodtVjbl (14) 1964, S. 52–54
- Deutsche Jugendpflege, Jugendarbeit und Jugendbewegung Siebenbürgens im 1. Viertel des 20. Jahrhunderts; Tagungsband der Arbeitsgemeinschaft für südostdeutsche Volks- und Heimatforschung, 1966
- Unvergessen und unverloren. Predigten und Ansprachen von Wilhelm Staedel; hg. von Herta Staedel; Marburg 1978 (postum)